# 富士信用金庫
富士信用金庫（ふじしんようきんこ、英語：Fuji Shinkin Bank）は、静岡県富士市に本店を置く信用金庫である。
吉原信用金庫と旧富士信用金庫が合併して
【新】富士信用金庫となった。
ATMでは、他の信用金庫のカードによる入出金及び、静岡銀行のカードによる出金については自信金扱いとなる。
2024年3月18日から磁気の影響を受けにくい新しい通帳（Hi-Co通帳）を取扱開始した(Hi-Co通帳に対応していない信用金庫ATMではHi-Co通帳は使えない。) 。

## 沿革

### （旧）吉原信用金庫
- 1938年8月 - 吉原町利用信用販売購買利用組合を設立する。
- 1944年4月 - 吉原町農業会を設立する。
- 1948年1月 - 吉原町利用信用販売購買利用組合と吉原町農業会が合併し、吉原町信用利用組合が発足する。
- 1950年2月 - 吉原市信用組合に改組する。
- 1952年2月 - 信用金庫法に基づき、吉原信用金庫となる。

### （旧）富士信用金庫
- 1951年9月 - 富士信用組合を設立する。
- 1953年4月 - 信用金庫法に基づき、富士信用金庫となる。

### （新）富士信用金庫
- 1971年4月 - 富士信用金庫と吉原信用金庫が合併し、（新）富士信用金庫を設立する。